# VY Velikega psa
VY Velikega psa (VY Canis Majoris ali VY CMa) je rdeča velikanka, ki se nahaja v ozvezdju Velikega psa. S polmerom med 1.800 in 2.100 Sončevih polmerov (tj. premer približno 2,7 milijard km) je največja znana zvezda v vesolju. Za ponazoritev, potrebno bi bilo 7 · 1015 Zemelj, da bi napolnili zvezdo. Poleg tega je tudi najsvetlejša znana zvezda v vesolju, njen izsev pa znaša 4,3 · 105 L☉.
VY CMa je zvezda razreda M z efektivno temperaturo približno 3.000 K, kar jo uvršča v zgornji desni kot v Hertzsprung–Russllovem diagramu. V svojem glavnem nizu je bila verjetno zvezda razreda O z maso od 30-40 m☉. Za razliko od večine drugih hiperorjakinj, ki se nahajajo v dvozvezdjih ali pa v sistemih z več zvezdami, se VY CMa nahaja sama zase. Je polpravilna spremenljivka in ima periodo 2.000 dni.
Prva dokumentirana omemba zvezde se je pojavila v zvezdnem katalogu Jérômeja Lalanda, 7. marca 1801.